# 경운 (당)
경운(景雲, 710년 7월 ~ 712년 1월)은 당나라(唐) 예종(睿宗) 이단(李旦)이 복위 후에 개원한 첫번째 연호이다. 1년 6개월 동안 사용하였다.

## 개원
- 당륭(唐隆) 원년 7월 20일[1](710년 8월 19일)에 연호를 경운(景雲)으로 개원함.[2][3][4][5]

- 경운(景雲) 3년 1월 19일[6](712년 3월 1일)에 연호를 태극(太極)으로 개원함.[2][3][7][5]

## 연대 대조표
| 경운       | 원년       | 2년        | 3년        |
| 서기(西紀) | 710년      | 711년      | 712년      |
| 간지(干支) | 경술(庚戌) | 신해(辛亥) | 임자(壬子) |

## 동시대 연호

### 중국
기타
- 이중복(李重福) 중원극복(中元克復) (710년)

### 일본
- 와도(和銅) (708년 ~ 715년)

## 같이 보기
- 중국의 연호 목록